# Metalepta degandii
Metalepta degandii es una especie de insecto coleóptero de la familia Chrysomelidae.
Fue descrita científicamente en 1961 por Baly.